# Nigel Hawthorne
Sir Nigel Barnard Hawthorne  CBE (Coventry, 5 d'abril de 1929 - Hertfordshire, 26 de desembre de 2001) va ser un actor anglès, recordat pel seu paper com Sir Humphrey Appleby, el Secretari Permanent en la comèdia de situació  Sí, ministre i el Secretari de Gabinet a la seva seqüela,  Sí, primer ministre. Se li va concedir l'Orde de l'Imperi Britànic (CBE) el 1987, i va ser Cavaller el 1999.

## Joventut
Hawthorne va néixer a Coventry, Anglaterra, fill d'Agnes Rosemary (nascuda Rice) i Charles Barnard Hawthorne, un físic. va créixer a Sud-àfrica, on va estudiar al St. George's Grammar School de Ciutat del Cap i a la Congregation of Christian Brothers Es va matricular a la Universitat de Ciutat del Cap però va retornar al Regne Unit els anys 1950 seguir la carrera d'actor

## Carrera
Hawthorne va debutar a l'escenari professional el 1950, interpretant Archie Fellows a Ciutat del Cap, producció de The Shop at Sly Corner.
En una carrera llarga i variada, que va començar amb una publicitat per a Mackeson i una part a  Dad's Army , els seus papers més famosos van ser com Sir Humphrey Appleby, el Secretari Permanent del Departament fictici d'Afers Administratius a la sèrie de televisió Sí, ministre (i Secretari de Gabinet en la seva seqüela,  Sí, primer ministre ), pel qual va guanyar quatre premis BAFTA, i com George III del Regne Unit a l'obra d'Alan Bennett La bogeria del rei George (Premi Olivier) i l'adaptació cinematogràfica, per la qual rebria una nominació a l'Oscar.

## Vida personal i mort
Va ser exposat com a homosexual sense el seu consentiment el 1995, en la publicitat que envolta l'Oscar, però va assistir a la cerimònia amb el seu company Trevor Bentham parlant obertament sobre què és ser gai a entrevistes i la seva autobiografia, Straight Face, que es va publicar de forma pòstuma."
Hawthorne va ser operat diverses vegades per un càncer de pàncrees, encara que la seva causa de mort va ser un infart, a l'edat de 72 anys. Li va sobreviure el seu company, Trevor Bentham. Està enterrat a l'Església Parroquial de Thundridge a Ware, Hertford.

## Filmografia
| - Mrs Wilson's Diary (1969): Roy Jenkins - Alma Mater (1971): Major - The Floater (1975) - Eleanor Marx: Tussy (1977) - Eleanor Marx: Eleanor (1977) - Marie Curie (1977): Pierre Curie - Destiny (1978) - Holocaust (1978): General Otto Ohlendorf - Warrior Queen (1978): Catus Decianus - Edward and Mrs. Simpson (1978): Walter Monkton - Thomas & Sarah (1979): Wilson - The Knowledge (1979): Mr. Burgess - Sí, ministre (Yes Minister) (1980–1984): Sir Humphrey Appleby, Secretari Permanent - The Tempest (1980): Stephano - A Tale of Two Cities (1980): Mr. C. J. Stryver - Jessie (1980): Mr. Edmonds - Jukes of Piccadilly (1980): Brinsley Jukes - A Brush with Mr. Porter on the Road to Eldorado (1981) - El geperut de Notre Dame (The Hunchback of Notre Dame) (1982): Magistrat - A Woman Called Golda (1982): Rei Abdullah - The World Cup: A Captain's Tale (1982) - The Critic (1982) - The Barchester Chronicles (1982): Archdeacon Grantly - The Tartuffe or Imposter (1983): Orgon - Pope John Paul II (1984): Cardinal Stefan Wyszynski - The House (1984) - Mapp & Lucia (1985): Georgie Pillson - Jenny's War (1985): Coronel - Sí, primer ministre (Yes, Prime Minister) (1986–1988): Sir Humphrey Appleby, Secretari del Gabinet - Spirit of Man (1989): Rev. Jonathan Guerdon (segment "From Sleep and Shadow") - Relatively Speaking (1990): Philip Carter - The Trials of Oz (1991): Brian Leary - Flea Bites (1991): Kryst - Inside (1996): Coronel Kruger - The Fragile Heart (1996): Edgar Pascoe - Forbidden Territory: Stanley's Search for Livingstone (1997): David Livingstone - Victoria & Albert (2001): William Lamb, 2n Viscomte de Melbourne - Digue'm Noel (Call Me Claus) (2001): St. Nick | - El jove Winston (Young Winston) (1972) (no surt als crèdits): Sentinella boer - Dos espies bojos (S*P*Y*S) (1974): Croft - The Hiding Place (1975): Pastor De Ruiter - Watership Down (1978) (veu): Campion - Sweeney 2 (1978): Dilke - The Sailor's Return (1978): Mr. Fosse - History of the World: Part I (1981): Ciutadà oficial - Memoirs of a Survivor (1981): Pare victorià - Firefox (1982): Pyotr Baranovich - The Plague Dogs (1982) (veu): Dr. Robert Boycott - Gandhi (1982): Kinnoch - Dead On Time (1982) - Monty Python's The Meaning of Life (1983): Home caminant per Crimson Insurance - The Chain (1984): Mr. Thorn - Taran i la caldera màgica (The Black Cauldron) (1985) (veu): Fflewddur Fflam - Turtle Diary (1985): El publicista - Rarg (1988) (veu) - King of the Wind (1989): Achmet - A Handful of Time (1989): Ted Walker - Freddie, agent 07 (Freddie as F.R.O.7) (1992) (veu): Brigadier G - Demolition Man (1993): Dr. Raymond Cocteau - La bogeria del rei George (The Madness of King George) (1994): George III - Ricard III (Richard III) (1995): George, Duc de Clarence - Twelfth Night (1996): Malvolio - Murder in Mind (1997): Dr. Ellis - Amistad (1997): Martin Van Buren - The Object of My Affection (1998): Rodney Fraser - Madeline (1998): Lord Covington (segment "Lord Cucuface") - At Sachem Farm (1998): Oncle Cullen - El cas Winslow (The Winslow Boy) (1999): Arthur Winslow - La gran roda del poder (The Big Brass Ring) (1999): Kim Mennaker - Tarzan (1999) (veu): Professor Porter - A Reasonable Man (1999): Judge Wendon - The Clandestine Marriage (1999): Lord Ogleby |

## Premis i nominacions
Premis
- 1995: BAFTA al millor actor per La follia del rei George

Nominacions
- 1995: Oscar al millor actor per La follia del rei George